# Phymatosmylus caprorum
Phymatosmylus caprorum là một loài côn trùng trong họ Osmylidae thuộc bộ Neuroptera. Loài này được Adams miêu tả năm 1969.